# Auld Lang Syne
«Auld Lang Syne» (вимовляється [ˈɔːl(d) lɑŋˈsəin]) — шотландська народна пісня на слова Роберта Бернса, якою в англомовному світі заведено зустрічати Новий рік. Приблизний переклад назви з шотландської мови: «Давно-давно» (сучасною англійською — «old long since»).
Роберт Бернс зазначав, що він лише записав слова пісні, відомої в Шотландії віддавна.

## Слова
| Should auld acquaintance be forgot, and never brought to mind? Should auld acquaintance be forgot, and days o'auld lang syne? CHORUS: For auld lang syne, my jo, for auld lang syne, we'll tak a cup o’ kindness yet, for auld lang syne. And surely ye'll be your pint-stowp! and surely I'll be mine! And we'll tak a cup o’ kindness yet, for auld lang syne. CHORUS We twa hae run about the braes, and pu'd the gowans fine; But we've wander'd mony a weary foot, sin auld lang syne. CHORUS We twa hae paidl'd i' the burn, frae morning sun till dine; But seas between us braid hae roar'd sin auld lang syne. CHORUS And there's a hand, my trusty fiere! and gie's a hand o’ thine! And we'll tak a right gude-willy waught, for auld lang syne. CHORUS | За молоді літа Не забувається повік, Що серце пам'ята, — I дружба перша, і любов, I молоді літа. Так вип'єм, друже мій старий, За молоді літа, Іще раз, друже мій, налий За молоді літа! Ходили вдвох ми по полях, Де золоті жита, Та розійшлись у нас путі На довгії літа. Бродили вдвох ми по річках, Де хвиля золота, Та розлучили нас моря На довгії літа. Подай же руку, як колись, Бо дружба нам свята, I знову думкою вернись У молоді літа… Так вип'єм, друже мій старий, За молоді літа, Іще раз, друже мій, налий За молоді літа! |